# Zhou Ziqi
Zhou Ziqi (ur. 17 listopada 1869, zm. 20 października 1923) – chiński polityk i dyplomata, zaufany współpracownik Yuana Shikai.
Sprawował urząd prezydenta Banku Chińskiego, ministra komunikacji (1913–1914), ministra wojskowości, ministra rolnictwa, ministra handlu i ministra finansów (1914–1916 i 1920–1921). Przebywał na emigracji w latach 1916–1918. Był tymczasowym premierem Republiki Chińskiej od 8 kwietnia do 11 czerwca 1922 oraz tymczasowym prezydentem kraju od 2 czerwca do 11 czerwca 1922.